# Styrax cordatus
Styrax cordatus är en storaxväxtart som först beskrevs av Hipólito Ruiz López och Pav., och fick sitt nu gällande namn av A. Dc. Styrax cordatus ingår i släktet Styrax och familjen storaxväxter. Inga underarter finns listade i Catalogue of Life.